# Physical
«Physical» (originalmente «Let’s Get Physical», ‘Pasemos a lo físico’) es una canción de la cantante australiana de origen británico Olivia Newton-John. Fue escrita por Steve Kipner y Terry Shaddick con la producción de John Farrar y publicada como el primer sencillo de su duodécimo álbum de estudio Physical. Fue lanzada el 28 de septiembre de 1981.
Musicalmente, "Physical" está influenciada por el pop de los años 1980, con un ritmo y un coro potentes acompañados de un sonido usual utilizado en sesiones de aeróbic. Posiblemente la letra de "Physical" esté orientada a dos temáticas: una puede referirse a la iniciativa de empezar a hacer ejercicios sin poner excusas o simplemente referirse al sexo.  
Newton-John ha interpretado el tema en varios espectáculos en directo, incluyendo su gira mundial Physical Tour de 1982. Su controversial vídeo muestra a Newton-John como una entrenadora quien tendrá la labor de poner en forma a sus alumnos obesos. En aquel tiempo se comentó de una censura en contra de su difusión pero ello no se llevó a cabo. Pese a esto el video de "Physical" ganó un premio Grammy en la desaparecida categoría de "Vídeo del Año" y le valió una nominación en la categoría "Mejor Interpretación Vocal Femenina de Pop" también en los Grammy en 1982.       
En cuanto a crítica, "Physical" contó con apreciación favorable. Muchos apuntaron a considerar a la canción como la mejor en la carrera de Newton-John. "Physical" llegó a las primeras posiciones de varios rankings nacionales de aquella temporada sobre todo en Europa y América del Norte, siendo en Estados Unidos número uno de los Hot 100 durante 10 semanas consecutivas, convirtiéndose en el sencillo con más semanas en esa lista de toda la década de los ochenta. El 2 de septiembre de 2013 la revista Billboard publicó su lista Hot 100 55th Anniversary: The All-Time Top 100 Songs donde se ubicó en la posición número ocho.
Además el  26 de septiembre de 2016 (cumpleaños de Olivia Newton-John), la misma revista Billboard dio a conocer una lista llamada The 50 Sexiest Songs of All Time, está actualizada, ya que su última edición era del año 2010 y dicha canción de Newton-John ocupa la posición número uno.

## Antecedentes y lanzamiento
Newton-John decide continuar con el estilo pop a la cual había ingresado gracias a la película Grease (1978) y posteriores trabajos como Totally Hot (1978) y Xanadu (1980). Su entonces nuevo álbum apuntaba a mostrar letras sugestivas sin importarle perder anteriores fanes y las duras críticas que cayeron en ella.   

«Es posible que pierda algunos fans pero se ganan otros, hay que hacer lo que es más cómodo [...] He tenido la confianza de ser más aventurera, mientras que en el pasado yo no creía que fuera ese el momento de serlo».
Olivia Newton-John comentado acerca de las canciones de su álbum Physical

Originalmente la canción llevaría el título «Let's get physical» (en español: ‘Pongámonos físicos’) y escrita por Steve Kipner (viejo amigo de Olivia) y Shaddick Terry. En un principio se pensó que debería ser cantada por una "figura de macho" como Rod Stewart según el mismo Kipner, sin embargo cuando el entonces director de Newton-John Lee Kramer escucho accidentalmente la versión parcial del demo, inmediatamente le envió la canción a Olivia que en un principio se negó a grabar la canción porque era "demasiado descarada". Fue la primera canción escrita por Kipner para Newton-John quien más tarde le escribiría más canciones.

## Estructura musical y letra
Musicalmente, «Physical» está influenciada por los sonidos dance pop y post-disco con una letra sugestiva. 
En la pista la voz de Newton-John abarca un rango que va de la3 a mi5 y posee un tempo moderado de pop - rock y corre a 120 pulsaciones por minuto. La parte donde se escucha una guitarra eléctrica fue elaborada por el guitarrista de la banda Toto Steve Lukather quien fuera un músico invitado.
Líricamente «Physical» está considerada como una de las letras con mayor temática sexual que se incluye en el álbum de Newton-John con frases altamente insinuantes.

## Vídeo musical
El videoclip de «Physical» fue dirigido por Brian Grant. Para compensar lo explícito de la letra se creó un videoclip humorístico para este. 
Inicialmente empiezan escenas sugestivas de hombres musculosos haciendo todo tipo de ejercicios. En eso ingresa Olivia cantando la primera estrofa de la canción. En él se ve a una deseosa entrenadora satisfecha de sus alumnos, cuando de repente todo se torna en la imaginación de esta, pasando bruscamente a la realidad de sus alumnos totalmente subidos de peso. Esto sucede en el coro de la canción, de manera graciosa se ve a Olivia dando su clase de gimnasia tratando de ayudar a sus alumnos como cuando sube a la pista corredora con uno de sus alumnos y otra es aumentando la velocidad de una bicicleta. Otra escena es cuando Olivia da masajes a otro alumno pero sin éxito.  
Olivia totalmente por vencida decide ducharse después de la clase. Mientras eso sucede los alumnos sufren una transformación en sus cuerpos tornándose musculosos. Cuando Olivia decide volver a su clase se lleva una gran sorpresa al ver el cambio en sus alumnos. Olivia empieza a coquetearlos y a jugar con ellos, pero para decepción de esta gran parte del grupo empiezan a salir de la mano, dando a entender su clara homosexualidad. Finalmente decide jugar al tenis con uno de sus alumnos el cual no habría bajado de peso, finalizando el vídeo.

### Recepción
En un inicio el clip parece liviano pero progresivamente se vuelve rudo. Por estas razones se procedió con una censura para evitar su difusión siendo MTV una de las cadenas musicales en hacerlo. Mundialmente también gozo de una mala reputación pero todo ello se volcó cuando Newton-John ganó el Grammy a "vídeo del año" en 1983.
La revista Billboard colocó a la canción en el top de las canciones más sexis de todos los tiempos pasado casi treinta años desde su publicación. Con ello se recordó el sugestivo vídeo que Olivia realizó en los años 1980. Con esto, según Billboard, se comprueba una vez más que "el sexo vende" millones de discos. La frase que subrayan es: «I took you to an intimate restaurant then to a suggestive movie... There's nothing left to talk about less it's horizontally.» (en español: "Te llevé a un íntimo restaurante luego a ver una sugestiva película... Ya no queda nada que hablar a menos que lo hagamos horizontalmente").

## Presentaciones en directo
Olivia Newton-John promocionó «Physical» en varios programas de TV tanto en 1982 como en 1983. Como parte de su gira Physical Tour, Newton-John aprovechó para hacer una gira por gran parte de los Estados Unidos. En el escenario la cantante uso un característico atuendo para hacer una rutina de ejercicios que se presenta en la canción. En la parte final, Olivia se presenta con una soga y empieza a saltar de manera progresiva recibiendo al final la ovación del público.

## Recepción crítica
Tras su publicación «Physical» recibió una abrumadora fama imposible de escapar a las críticas que fueron mayormente positivas. 
La página de crítica musical Allmusic indica, según el crítico Stephen Thomas Erlewine, que «Physical» es el mejor ejemplo de pista para bailar en todo el disco, pero también resalta que en el disco existen otros temas a lo cual refiere que no solo «Physical» es el único éxito que existe en el LP de Newton-John. 
Mientras la revista Rolling Stone señaló que «Physical» tiene melodías de lujuria que contrastan con el resto de canciones que están el LP. Según la revista People; «Physical» hace mantener a Newton-John con su característica voz entrecortada siendo contrastada por su sonido de niña - mujer, pero es su valentía que a veces se desliza como una efectiva Benatar con su voz estridente, poniendo por encima melodías en las vigorizantes frases abundantes en la canción.

## Logro comercial
«Physical» llegó al uno de los Billboard Hot 100 de Estados Unidos en noviembre de 1981 y se mantuvo en la lista durante diez semanas, hasta finales de enero de 1982. Fue precedida por la canción «Private Eyes» de Hall & Oates y sucedida por «I Can't Go for That (No Can Do)» interpretada por el mismo dúo.
En el Reino Unido alcanzó el séptimo puesto de la lista de éxitos y fue certificada con disco de plata.
En 2020 la emisora La Fm 94.9 fm Bogotá hizo un listado de 20 canciones de 1982 quedando segunda detrás de Eye Of The Tiger de Survivor.

## Posiciones y certificaciones
| Lista (1981-1982)                                                   | Mejor posición |
| ------------------------------------------------------------------- | -------------- |
| Alemania (Offizielle Deutsche Charts)                               | 4              |
| Australia (Kent Music Report)                                       | 1              |
| Austria (Ö3 Austria Top 40)                                         | 7              |
| Bélgica (Flandes) (Ultratop 50)                                     | 1              |
| Canadá (RPM Top Singles)                                            | 1              |
| Estados Unidos (Billboard Hot 100)                                  | 1              |
| Estados Unidos (Adult Contemporary)                                 | 29             |
| Estados Unidos (Hot R&B/Hip-Hop Songs)                              | 28             |
| Estados Unidos (Hot Dance Club Songs)                               | 22             |
| Irlanda (IRMA)                                                      | 4              |
| Japón (Oricon)                                                      | 17             |
| Nueva Zelanda (Recorded Music NZ)                                   | 1              |
| Países Bajos (Dutch Top 40)                                         | 4              |
| Países Bajos (Mega Single Top 100)                                  | 6              |
| Reino Unido (UK Singles Chart)                                      | 7              |
| Suecia (Sverigetopplistan)                                          | 15             |
| Suiza (Schweizer Hitparade)                                         | 1              |
| Lista (2010)                                                        | Mejor posición |
| Estados Unidos (Billboard Hot 100) (versión de Glee con Jane Lynch) | 89             |

| Lista (1982)             | Mejor posición |
| ------------------------ | -------------- |
| Estados Unidos (Hot 100) | 1              |

| Lista (1980–1990)        | Posición |
| ------------------------ | -------- |
| Estados Unidos (Hot 100) | 1        |

| País                  | Certificación | Ventas  |
| --------------------- | ------------- | ------- |
| Canadá (Music Canada) | 2 × Platino   | 300 000 |
| Estados Unidos (RIAA) | Platino       | 2 000   |
| Reino Unido (BPI)     | Plata         | 250 000 |

### Sucesión en listas
| Anterior: «Start Me Up» de The Rolling Stones          | Kent Music Report — Sencillo Nro 1 19 de noviembre de 1981 — 20 de diciembre de 1981   | Siguiente: «Down Under» de Men at Work                                  |
| Anterior: «Private Eyes» de Daryl Hall & John Oates    | Billboard Hot 100 — Sencillo Nro 1 21 de noviembre de 1981 — 29 de enero de 1982       | Siguiente: «I Can't Go for That (No Can Do)» de Daryl Hall & John Oates |
| Anterior: «Japanese Boy» de Aneka                      | Swiss Singles Chart — Sencillo Nro 1 29 de noviembre de 1981 — 26 de diciembre de 1981 | Siguiente: «Sharazan» de Al Bano & Romina Power                         |
| Anterior: «Say I Love You» de Renée Geyer              | RPM Singles — Sencillo Nro 1 6 de diciembre de 1981 — 17 de diciembre de 1981          | Siguiente: «Whakaaria Mai (How Great Thou Art)» de Howard Morrison      |
| Anterior: «The Friends of Mr. Cairo» de Jon & Vangelis | RPM Singles — Sencillo Nro 1 19 de diciembre de 1981 — 23 de enero de 1982             | Siguiente: «Centerfold» de The J. Geils Band                            |